# 김기백 (축구 선수)
김기백(1988년 8월 18일 ~ )은 대한민국의 축구 선수이며, 포지션은 센터백이다.